# Gauliga Ostsachsen
Die Gauliga Ostsachsen (auch 1. Klasse Ostsachsen) war eine der obersten Fußballligen des Verbandes Mitteldeutscher Ballspiel-Vereine (VMBV). Sie wurde 1902 gegründet und bestand bis zur Auflösung des VMBV 1933. Der Sieger qualifizierte sich für die Endrunde der mitteldeutschen Fußballmeisterschaft.

## Überblick
In der ersten Spielezeit nach Gründung des VMBV durfte der Gewinner der vom Verband Dresdner Ballspiel-Vereine organisierten Meisterschaft gegen den Sieger der vom VMBV organisierten Gauliga Nordwestsachsen antreten. 1902/03 wurde dann der Gau Ostsachsen geschaffen, der neben dem Dresdner SC zwei Vereine aus Mittweida enthielt. Die restlichen Dresdner Vereine spielten weiterhin in der Meisterschaft des Dresdner Verbandes und waren für die mitteldeutsche Fußballmeisterschaft nicht zugelassen. Zur Spielzeit 1903/04 wurde der Chemnitzer BC in den Gau Ostsachsen aufgenommen. Zur Spielzeit 1905/06 wurde der Verband Dresdner Ballspiel-Vereine dann endgültig in den VMBV aufgenommen und die Mannschaften in die Ligastruktur des Gaus Ostsachsen aufgenommen. Die Mittweidaer Vereine und der Chemnitzer BC wechselten in dieser Spielzeit in die neu geschaffene Gauliga Südwestsachsen. Die Liga wurden dann mit sieben Teilnehmern ausgetragen. Zur Spielzeit 1907/08 wurde die oberste Liga in zwei Staffeln mit je vier Mannschaften unterteilt, die Staffelsieger traten dann in einem Finalspiel um die Gaumeisterschaft an. Bereits zur folgenden Saison wurde wieder nur in einer Liga mit sechs Teilnehmern gespielt. In den folgenden Jahren wurde die Teilnehmeranzahl erhöht, ab 1912/13 gab es zehn Vereine in der obersten Gauliga.
Mit Beginn des Ersten Weltkrieges stockte vorerst der Spielbetrieb. Im Gau Ostsachsen wurde beschlossen, die Spiele der 1. Klasse um einen Eisernen Pokal auszutragen, an denen elf Mannschaften teilnahmen. Die weiteren Kriegsmeisterschaften fanden ebenfalls statt.
Im Zuge der Spielklassenreform des VMBV 1919 war die Gauliga Ostsachsen nur noch zweitklassig. Mit der Kreisliga Ostsachsen wurde eine neue oberste Spielklasse geschaffen, die neben dem Gau Ostsachsen noch den Gau Oberlausitz beinhaltete, jedoch komplett von den Dresdner Vereinen dominiert wurde. Zur Spielzeit 1923/24 wurden die Kreisligen wieder abgeschafft, fortan war die Gauliga Ostsachsen bis 1933 erneut erstklassig. Die Liga bestand fortan wieder aus zehn teilnehmenden Vereinen.
Im Zuge der Gleichschaltung wurde der VMBV und demzufolge auch die Gauliga Ostsachsen wenige Monate nach der Machtübernahme der Nationalsozialisten im Jahre 1933 aufgelöst. Der Gaumeister und der Vizemeister der Spielzeit 1932/33 erhielten einen Startplatz in der zukünftig erstklassigen Gauliga Sachsen, die weiteren Mannschaften wurden in den unteren Spielklassen eingeordnet.
Die Gauliga Ostsachsen wurde von den Dresdener Vereinen dominiert. Als einzige Vereine außerhalb Dresdens konnten sich der Meißner SV 08 und der Radebeuler BC 08 längerfristig in der Gauliga halten. Der Dresdner SC dominiert die Liga und konnte sich insgesamt 17 Mal die Gaumeisterschaft sichern. Nur während der 1910er und Anfang der 1920er konnten sich andere Vereine aus Dresden längerfristig durchsetzen. Der Dresdner Fußballring 1902 war besonders während des Ersten Weltkriegs stark und erreichte fünf Gaumeisterschaften. Der BC Sportlust Dresden durchbrach als erstes 1910 die Phalanx des Dresdner SC und konnte sich nochmals 1914/15 die Meisterschaft sichern. Guts Muts Dresden konnte besonders Anfang der 1920er um die Meisterschaft mitspielen, neben dem Gewinn der mitteldeutschen Fußballmeisterschaft 1922/23 als Kreismeister Ostsachsen konnte der Verein 1924/25 die Gauliga gewinnen. Zu weiteren Meisterschaftsehren kamen 1917/18 die Kriegsspielgemeinschaft bestehend aus dem VfB 1903 Dresden und dem FV Sachsen Dresden sowie 1923/24 der SV Brandenburg 01 Dresden.

## Einordnung
Die übermäßige Anzahl an erstklassigen Gauligen innerhalb des VMBVs hatte eine Verwässerung des Spielniveaus verursacht, es gab teilweise zweistellige Ergebnisse in den mitteldeutschen Fußballendrunden. Die Vereine aus der Gauliga Ostsachsen gehörten ab den 1920ern zu den spielstärksten Vereine im Verband. Bis zum Beginn des Ersten Weltkriegs gelang nur dem Dresdner SC 1904/05 der Gewinn der mitteldeutschen Fußballmeisterschaft, in den anderen Spielzeiten schied der Gaumeister Ostsachsen meist schon vor dem Erreichen des Finales aus. Während des Krieges erstarkte jedoch der Dresdner Fußball. In den vier ausgetragenen mitteldeutschen Endrunde im Krieg wurde zweimal das Finale und zweimal das Halbfinale erreicht. Spätestens ab den 1920er gehörten die Vereine aus Ostsachsen dann zu den dominierenden Vereinen im Verband. Ab 1924/25 erreichten die Gausieger Ostsachsen immer mindestens das Halbfinale der mitteldeutschen Fußballmeisterschaft. Der Dresdner SC konnte sich noch fünf Mal die Fußballmeisterschaft sichern, zwischen 1928/29 und 1930/31 gar dreimal hintereinander, was keinem anderen Verein während des Bestehens des VMBV gelungen ist.
Diese Dominanz wurde in der ab 1933 eingeführten erstklassigen Gauliga Sachsen fortgeführt. Während die Leipziger Vereine qualitativ zurückfielen, gelang dem Dresdner SC sechsmal der Sieg in dieser Gauliga. Weitere Vereine aus der Gauliga Ostsachsen, die später zumindest kurzfristig in der Gauliga Sachsen spielten, waren Guts Muts Dresden, Sportfreunde 01 Dresden (Fusion aus Dresdner Fußballring und Brandenburg Dresden) und Dresdensia Dresden.

## Meister der Gauliga Ostsachsen 1903–1933
| Jahr      | Gaumeister Ostsachsen           | Abschneiden mitteldt. Meisterschaft a | Mitteldeutscher Meister       |
| --------- | ------------------------------- | ------------------------------------- | ----------------------------- |
| 1902/03   | Dresdner SC                     | Finale (1)                            | VfB Leipzig                   |
| 1903/04   | Dresdner SC                     | Finale (1)                            | VfB Leipzig                   |
| 1904/05   | Dresdner SC                     | Sieger                                | Dresdner SC                   |
| 1905/06   | Dresdner SC                     | Finale (2)                            | VfB Leipzig                   |
| 1906/07   | Dresdner SC                     | Halbfinale (1)                        | VfB Leipzig                   |
| 1907/08   | Dresdner SC                     | Viertelfinale (1)                     | Wacker Leipzig                |
| 1908/09   | Dresdner SC                     | Halbfinale (2)                        | SC Erfurt                     |
| 1909/10   | BC Sportlust Dresden            | Vorrunde (1)                          | VfB Leipzig                   |
| 1910/11   | Dresdner SC                     | Viertelfinale (2)                     | VfB Leipzig                   |
| 1911/12   | Dresdner SC                     | keine Teilnahme                       | SpVgg 1899 Leipzig-Lindenau   |
| 1912/13   | Dresdner Fußballring 1902       | Viertelfinale A (1)                   | VfB Leipzig                   |
| 1913/14   | Dresdner Fußballring 1902       | Viertelfinale (3)                     | SpVgg 1899 Leipzig-Lindenau   |
| 1914/15   | BC Sportlust Dresden            | keine mitteldeutsche Endrunde         | keine mitteldeutsche Endrunde |
| 1915/16 b | Dresdner Fußballring 1902 b     | Halbfinale (4) b                      | FC Eintracht Leipzig          |
| 1916/17   | Dresdner Fußballring 1902       | Finale (4)                            | Hallescher FC 1896            |
| 1917/18   | KSG VfB 1903/FV Sachsen Dresden | Halbfinale (3)                        | VfB Leipzig                   |
| 1918/19   | Dresdner Fußballring 1902       | Finale (4)                            | Hallescher FC 1896            |
| 1919/20   | Kreisliga Ostsachsen            | Kreisliga Ostsachsen                  | VfB Leipzig                   |
| 1920/21   | Kreisliga Ostsachsen            | Kreisliga Ostsachsen                  | FC Wacker Halle               |
| 1921/22   | Kreisliga Ostsachsen            | Kreisliga Ostsachsen                  | SpVgg 1899 Leipzig-Lindenau   |
| 1922/23   | Kreisliga Ostsachsen            | Kreisliga Ostsachsen                  | SV Guts Muts Dresden          |
| 1923/24   | SV Brandenburg 01 Dresden       | Viertelfinale (3)                     | SpVgg 1899 Leipzig-Lindenau   |
| 1924/25   | Guts Muts Dresden               | Halbfinale (4)                        | VfB Leipzig                   |
| 1925/26   | Dresdner SC                     | Sieger                                | Dresdner SC                   |
| 1926/27   | Dresdner SC                     | Halbfinale (5)                        | VfB Leipzig                   |
| 1927/28   | Dresdner SC                     | Finale (5)                            | FC Wacker Halle               |
| 1928/29   | Dresdner SC                     | Sieger                                | Dresdner SC                   |
| 1929/30   | Dresdner SC                     | Sieger                                | Dresdner SC                   |
| 1930/31   | Dresdner SC                     | Sieger                                | Dresdner SC                   |
| 1931/32   | Dresdner SC                     | Finale (5)                            | PSV Chemnitz                  |
| 1932/33   | Dresdner SC                     | Sieger                                | Dresdner SC                   |

## Rekordmeister
Rekordmeister der Gauliga Ostsachsen ist der Dresdner SC, der den Titel 17 Mal gewinnen konnten.
|  | Verein                          | Titel | Jahr |
|  | ------------------------------- | ----- | --- |
|  | Dresdner SC                     | 17    | 1902/03, 1903/04, 1904/05, 1905/06, 1906/07, 1907/08, 1908/09, 1910/11, 1911/12, 1925/26, 1926/27, 1927/28, 1928/29, 1929/30, 1930/31, 1931/32, 1932/33 |
|  | Dresdner Fußballring 1902       | 5     | 1912/13, 1913/14, 1915/16, 1916/17, 1918/19 |
|  | BC Sportlust Dresden            | 2     | 1909/10, 1914/15 |
|  | KSG VfB 1903/FV Sachsen Dresden | 1     | 1917/18 |
|  | SV Brandenburg 01 Dresden       | 1     | 1923/24 |
|  | Guts Muts Dresden               | 1     | 1924/25 |

## Ewige Tabelle
Berücksichtigt sind alle überlieferten Spielzeiten der erstklassigen Gauliga Ostsachsen von 1902 bis 1933 inklusive der 1907/08 und 1916/17 stattfindenden Finalspiele zwischen den Staffelmeistern. Die Spielzeit 1918/19 ist nicht überliefert.
| Pl. | Verein                              | Jahre | Sp. | S   | U  | N   | T+   | T-   | Diff. | Punkte  | Ø-Pkt. | Titel | Spielzeiten                              |
| --- | ----------------------------------- | ----- | --- | --- | -- | --- | ---- | ---- | ----- | ------- | ------ | ----- | ---------------------------------------- |
| 1.  | Dresdner SC                         | 26    | 370 | 273 | 35 | 62  | 1486 | 502  | +984  | 581:159 | 1,57   | 17    | 1902–1918, 1923–1933                     |
| 2.  | Guts Muts Dresden                   | 23    | 353 | 204 | 46 | 103 | 1111 | 603  | +508  | 454:252 | 1,29   | 1     | 1905–1918, 1923–1933                     |
| 3.  | Dresdner Fußballring 1902           | 16    | 279 | 166 | 39 | 74  | 680  | 460  | +220  | 371:187 | 1,33   | 5     | 1912–1918, 1923–1933                     |
| 4.  | Brandenburg Dresden                 | 16    | 275 | 130 | 45 | 100 | 707  | 603  | +104  | 305:245 | 1,11   | 1     | 1912–1918, 1923–1933                     |
| 5.  | Habsburg Dresden/Dresdner SV 06     | 18    | 306 | 111 | 55 | 140 | 600  | 773  | −173  | 277:335 | 0,91   | 0     | 1910–1918, 1923–1933                     |
| 6.  | Dresdner FC 1893 / Dresdner SG 1893 | 21    | 330 | 87  | 53 | 190 | 575  | 1034 | −459  | 227:433 | 0,69   | 0     | 1905–1916, 1923–1933                     |
| 7.  | SpVgg 1905 Dresden                  | 14    | 240 | 90  | 32 | 118 | 492  | 587  | −95   | 212:268 | 0,88   | 0     | 1914–1918, 1923–1933                     |
| 8.  | BC Sportlust Dresden                | 15    | 200 | 90  | 27 | 83  | 535  | 500  | +35   | 207:193 | 1,04   | 2     | 1904–1918, 1923/24                       |
| 9.  | Dresdensia Dresden                  | 19    | 250 | 73  | 33 | 144 | 410  | 744  | −334  | 179:321 | 0,72   | 0     | 1905–1914, 1915–1918, 1924–1931          |
| 10. | VfB 1903 Dresden/VTB Jahn Dresden c | 12    | 200 | 64  | 23 | 113 | 386  | 556  | −170  | 151:249 | 0,76   | 0     | 1910–1917, 1923–1925, 1926–1928, 1929/30 |
| 11. | FV 1900 Sachsen Dresden c           | 12    | 158 | 45  | 15 | 98  | 329  | 490  | −161  | 105:211 | 0,66   | 0     | 1905–1917                                |
| 12. | Meißner SV 08                       | 5     | 90  | 28  | 18 | 44  | 182  | 229  | −47   | 74:106  | 0,82   | 0     | 1927–1932                                |
| 13. | VfR 1908 Dresden                    | 5     | 79  | 27  | 7  | 45  | 145  | 223  | −78   | 61:97   | 0,77   | 0     | 1916–1918, 1930–1933                     |
| 14. | Radebeuler BC 08                    | 4     | 72  | 16  | 11 | 45  | 125  | 251  | −126  | 43:101  | 0,6    | 0     | 1923–1927                                |
| 15. | Riesaer SV 03                       | 2     | 36  | 12  | 5  | 19  | 63   | 97   | −34   | 29:43   | 0,81   | 0     | 1931–1933                                |
| 16. | KSG VfB 1903/FV Sachsen Dresden     | 1     | 16  | 13  | 1  | 2   | 63   | 13   | +50   | 27:50   | 1,69   | 1     | 1917/18                                  |
| 17. | Mittweidaer BC                      | 3     | 14  | 8   | 3  | 3   | 54   | 22   | +32   | 19:90   | 1,36   | 0     | 1902–1905                                |
| 18. | Dresdner FC Germania 1901           | 3     | 30  | 7   | 3  | 20  | 38   | 127  | −89   | 17:43   | 0,57   | 0     | 1905–1908                                |
| 19. | Sportfreunde 1904 Freiberg          | 1     | 18  | 4   | 4  | 10  | 19   | 37   | −18   | 12:24   | 0,67   | 0     | 1932/33                                  |
| 20. | SpVgg Eintracht/Viktoria Dresden    | 1     | 18  | 3   | 4  | 11  | 30   | 58   | −28   | 10:26   | 0,56   | 0     | 1928/29                                  |
| 21. | SC 1904 Freital                     | 1     | 18  | 2   | 1  | 15  | 32   | 82   | −50   | 5:31    | 0,28   | 0     | 1925/26                                  |
| 22. | Germania Mittweida                  | 1     | 4   | 0   | 2  | 2   | 3    | 6    | −3    | 2:60    | 0,5    | 0     | 1902/03                                  |
| 23. | FV 1900 Hohenzollern Dresden        | 1     | 6   | 1   | 0  | 5   | 2    | 17   | −15   | 2:10    | 0,33   | 0     | 1907/08                                  |
| 24. | Chemnitzer BC                       | 2     | 10  | 1   | 0  | 9   | 18   | 71   | −53   | 2:18    | 0,2    | 0     | 1903–1905                                |
| 25. | Akademischer FC Freiberg d          | 1     | 0   | 0   | 0  | 0   | 0    | 0    | ±0    | 0:0     | 0      | 0     | 1903/04                                  |